# Galiomyza australis
Galiomyza australis är en tvåvingeart som beskrevs av Spencer 1982. Galiomyza australis ingår i släktet Galiomyza och familjen minerarflugor. Inga underarter finns listade i Catalogue of Life.